# Paus Benedictus II
Benedictus II (Rome, geboortedatum onbekend - aldaar, 8 mei 685) was paus van 26 juni 684 tot aan zijn dood in 685.
Zijn wijding tot paus op 26 juni 684 kwam pas bijna een jaar na het overlijden van de vorige paus Leo II. Dit was het gevolg van het maandenlange wachten op de goedkeuring van keizer Constantijn IV. Zonder goedkeuring van de keizer kon een nieuwe paus niet erkend worden. Om de tijdspanne tussen het overlijden van de paus en het aantreden van zijn opvolger in te korten, kreeg hij van de keizer een decreet dat de exarch van Ravenna toeliet om deze goedkeuring te geven.
Benedictus II was een tegenstander van het monothelitisme.

Hij steunde Sint-Wilfrid als bisschop van York.
Cursief: tegenpaus